# Francis Brennan

Kardinalswappen von Francis Brennan

Francis John Joseph Kardinal Brennan (* 7. Mai 1894 in Shenandoah, Pennsylvania; † 2. Juli 1968 in Philadelphia) war ein US-amerikanischer Geistlicher und Kurienkardinal der römisch-katholischen Kirche.

## Leben
Der Sohn der irisch-katholischen Eheleute James und Margaret Brennan (geb. Connors) besuchte das Priesterseminar St. Charles Borromeo Seminary im Stadtviertel Overbrook in Pittsburgh. Zum weiteren Studium ging er nach Rom, wo er am Päpstlichen Athenaeum Sant’Apollinare und am Päpstlichen Römischen Priesterseminar studierte. Durch Basilio Kardinal Pompili empfing er am 3. April 1920 die Priesterweihe.
Nach seiner Rückkehr in die Vereinigten Staaten war von 1924 bis 1928 im Erzbistum Philadelphia in der pastoralen Arbeit tätig und lehrte an seiner Alma Mater, dem St. Charles Borromeo Seminary. In den Jahren von 1937 bis 1940 war er in der Verwaltung der Erzdiözese tätig. Als „brillanter Jurist des kanonischen Rechts“ wurde er am 1. August 1940 Auditor der Römischen Rota und am 14. Dezember 1959 stieg er zu deren Dekan auf.
Am 10. Juni 1967 wurde er zum Titularerzbischof von Tubunae in Mauretania ernannt. Der Kardinaldekan Eugène Kardinal Tisserant spendete ihm am 25. Juni desselben Jahres die Bischofsweihe; Mitkonsekratoren waren Joseph Carroll McCormick, Bischof von Scranton, und Luigi Faveri, Bischof von Tivoli.
Am 26. Juni 1967 nahm Papst Paul VI. ihn als Kardinaldiakon mit der Titeldiakonie Sant’Eustachio in das Kardinalskollegium auf. Auch vertraute ihm der Papst am 15. Januar 1968 als Präfekt die Leitung der Kongregation für den Gottesdienst und die Sakramentenordnung an.
Der Kardinal starb am 2. Juli 1968 im Alter von 74 Jahren in Philadelphia an einem Herzinfarkt und wurde in der Krypta der Cathedral Basilica of Saints Peter and Paul beigesetzt. Zum Zeitpunkt seines Todes war er in das höchste Amt der Kurie aufgestiegen, das bis dahin ein US-Amerikaner erreichte.